# Маляров Борис Анатолійович
Бори́с Анато́лійович Маляро́в (6 лютого 1966 — 30 червня 2015) — старший лейтенант Збройних сил України. Загинув під час російсько-української війни.

## З життєпису
1981 року закінчив криворізьку ЗОШ № 15 ім. М. Решетняка. Одружився, проживав та працював у місті Кривий Ріг.
В часі війни мобілізований у липні 2014 року, командир взводу 4-ї роти 2-го танкового батальйону, 17-та окрема танкова бригада. Також займався волонтерством, ініціював відкриття цеху з пошиття військової форми, котра не горить. Брав участь у боях за Волноваху та Маріуполь.
У січні 2015 року в зоні бойових дій переніс інфаркт, після лікування у лікарні Маріуполя був визнаний комісією частково придатним до військової служби, після цього повернувся до частини.
30 червня 2015-го помер у лікарні Кривого Рогу після другого інфаркту.
Похований у місті Кривий Ріг.
Без Бориса лишилися дружина та 4 дітей, двоє з яких на той час неповнолітні.

## Нагороди та вшанування
- 11 серпня 2016 року, — за мужність, самовідданість і високий професіоналізм, виявлені у захисті державного суверенітету та територіальної цілісності України, вірність військовій присязі, — нагороджений медаллю «Захиснику Вітчизни»[1]
- 6 травня 2016-го на фасаді Криворізької ЗОШ № 15 ім. М. Решетняка відкрито меморіальні дошки на честь Бориса Малярова та Станіслава Ліщинського.